# Tadeusz Mazowiecki
Tadeusz Mazowiecki (18. dubna 1927 Płock – 28. října 2013 Varšava) byl polský katolický intelektuál, novinář a politik, jeden z vůdců hnutí polské Solidarity a v letech 1989–1990 ministerský předseda Polské republiky.

## Život
Práva vystudoval na Varšavské univerzitě a už od roku 1945 byl členem hnutí PAX, z něhož byl roku 1955 pro své názory vyloučen. V letech 1953–1955 byl šéfredaktorem Katolického týdeníku ve Vratislavi a v roce 1957 se stal jedním ze zakladatelů hnutí „Klubů katolické inteligence“ (KIK). Roku 1958 založil kulturní měsíčník Więź, který vedl až do roku 1981. V letech 1961–1972 byl poslancem polského parlamentu za hnutí Znak a od roku 1976 pracoval v opozici. Roku 1980 vedl odbornou skupinu, která pomáhala organizovat hnutí Solidarita a stal se šéfredaktorem jeho týdeníku. Po vyhlášení výjimečného stavu v prosinci 1981 byl rok uvězněn, ale roku 1987 mohl strávit rok v zahraničí, kde jednal hlavně s odborovými ústřednami.
Na jaře 1989 byl jedním z hlavních vyjednavačů při jednání u kulatého stolu a tvůrcem dohody, která vedla k polosvobodným volbám a triumfálnímu vítězství Solidarity. 17. srpna 1989 mu Wojciech Jaruzelski nabídl funkci předsedy vlády, z níž odstoupil v prosinci 1990 a koncem téhož roku pak neúspěšně kandidoval proti Lechovi Wałęsovi na funkci prezidenta republiky. Jeho vláda uskutečnila v Polsku hlavní ústavní a politické reformy a zahájila i hospodářskou reformu L. Balcerowicze. V letech 1991–2001 byl poslancem polského parlamentu, nejprve za Demokratickou unii, později za Unii svobody. Od roku 1992 působil jako zvláštní vyslanec OSN v Bosně a z funkce odstoupil 1995 na protest proti liknavému stíhání válečných zločinů ze Srebrenice.
Získal řadu vyznamenání, čestných doktorátů a cen, mimo jiné francouzský Řád čestné legie. Roku 2004 byl prvním laureátem Ceny Listů.
Jeho otec, Bronisław Mazowiecki, byl lékařem. Tadeusz Mazowiecki byl dvakrát ženatý, jeho první ženou byla Krystyna Kuleszanka. Jeho druhá žena, Elżbieta Ewa Mazowiecka, mu porodila tři syny, a to Wojciecha (* 1957), Adama a Michała, které sám, po jejím náhlém úmrtí v roce 1970, vychovával. V roce 2013 zemřel ve věku 86 let a byl pochován po boku svojí druhé ženy, Ewy Mazowiecki, roz. Proć, na hřbitově v obci Laski nedaleko Varšavy.

## Fotogalerie

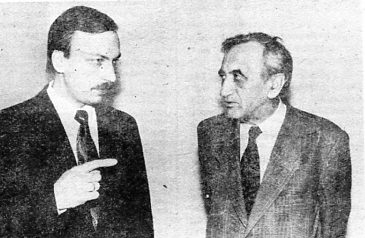
Bogdan Zdrojewski (* 1957), polský politik, a Tadeusz Mazowiecki na dobové fotografii
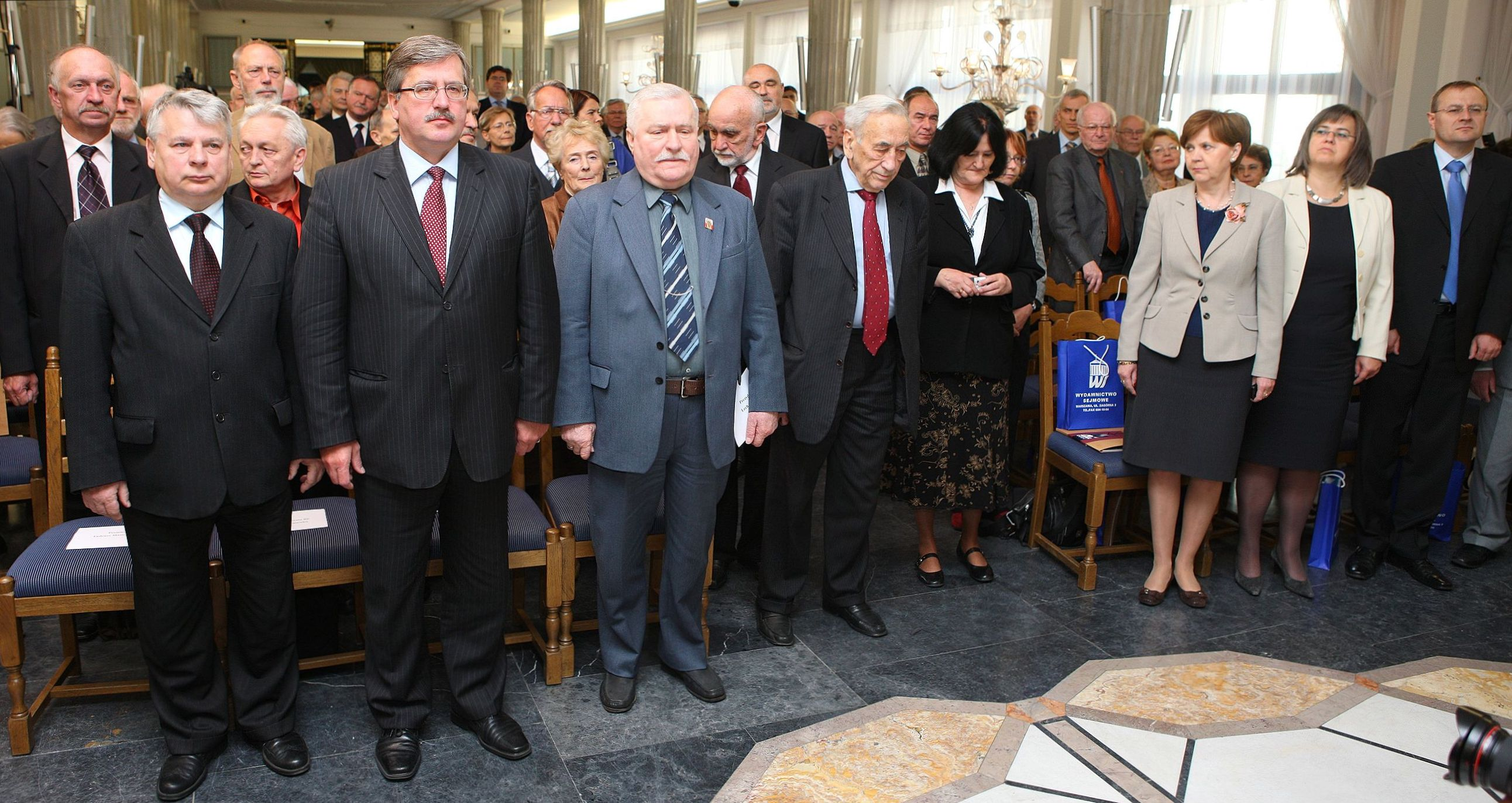
Polští politici: Bogdan Borusewicz, Bronisław Komorowski, Lech Wałęsa, T. Mazowiecki (2009)
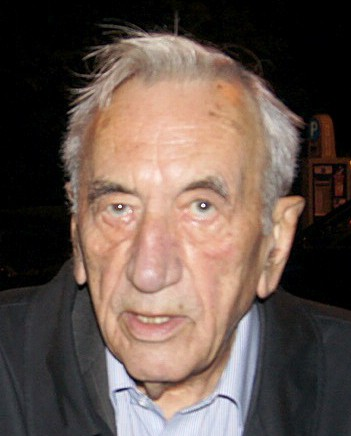
Tadeusz Mazowiecki
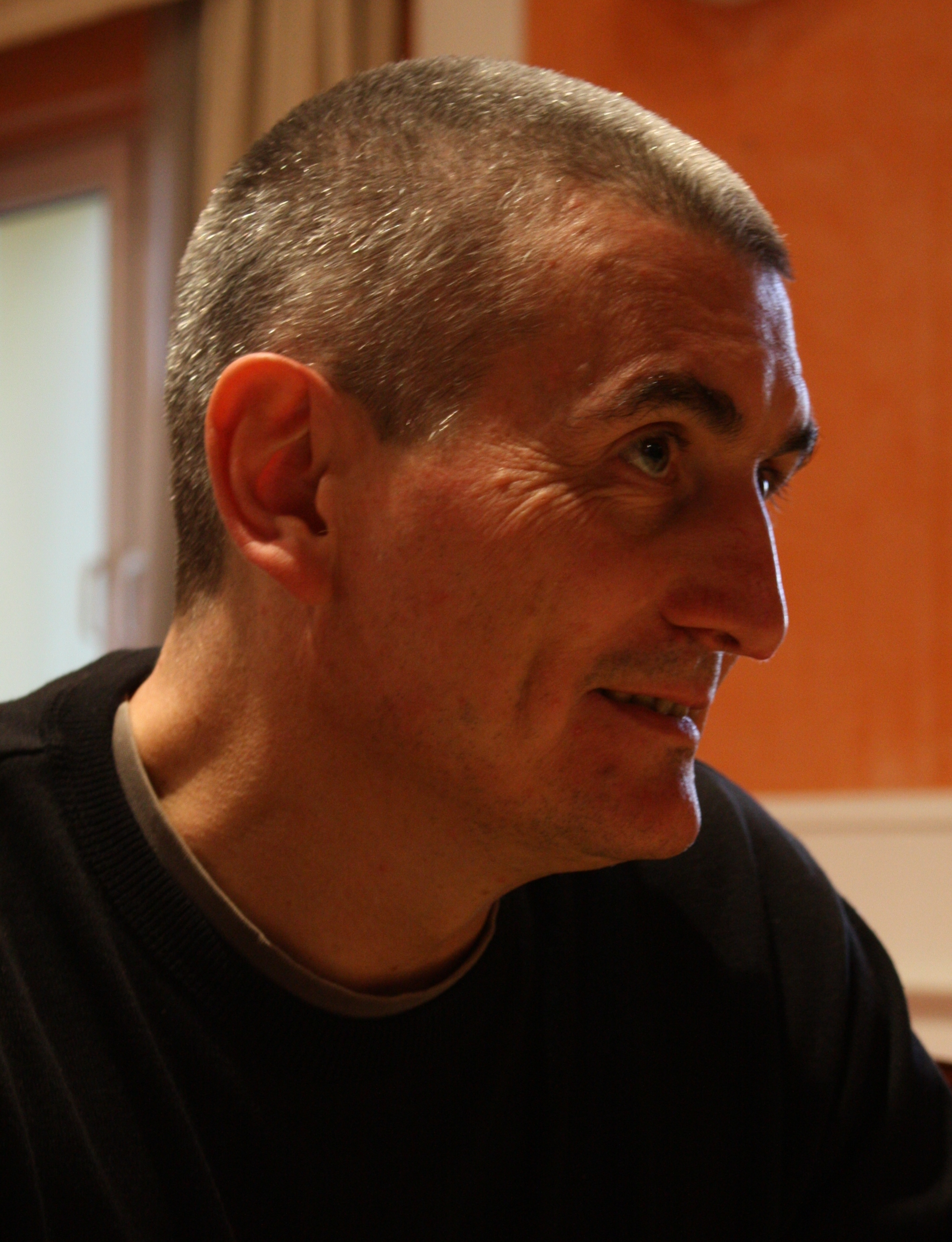
Wojciech Mazowiecki, jeho nejstarší syn
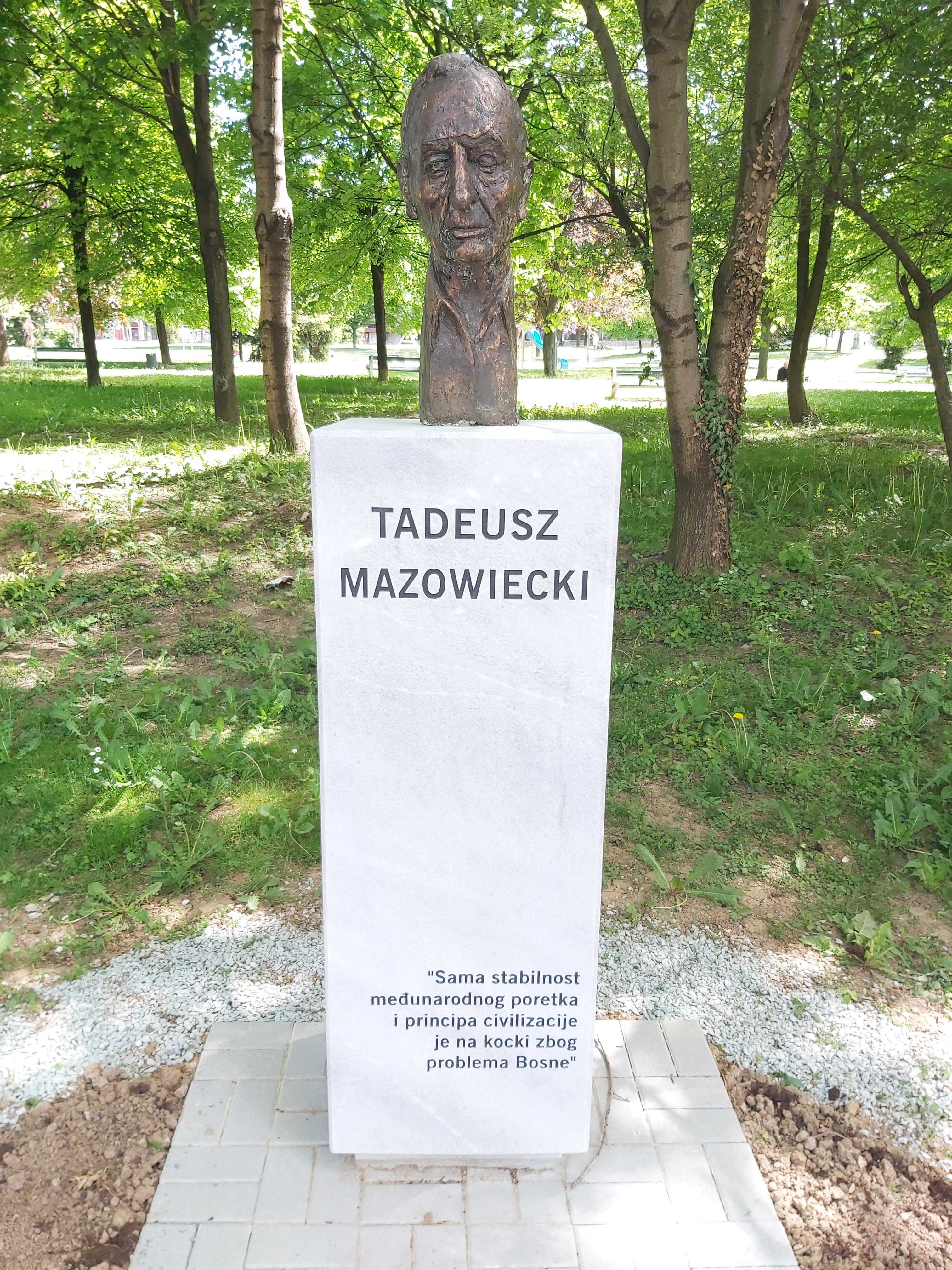
Busta v Sarajevu